# Photostomias atrox
Photostomias atrox – gatunek głębinowej ryby z rodziny wężorowatych (Stomiidae). Spotykany w wodach subtropikalnych i tropikalnych od północno-wschodniego Atlantyku, przez południowy Atlantyk po 23°53' S, rzadki w północno-zachodniej części Atlantyku. Spotykany na głębokościach 141–533 m. Maksymalna długość osobników tego gatunku wynosi 15,4 cm.